# Beitske Visser
Beitske Visser (Dronten, Provincia de Flevoland, Países Bajos; 10 de marzo de 1995) es una piloto de automovilismo neerlandesa. Fue subcampeona de W Series 2019. También forma parte del programa de pilotos BMW Motorsport Junior.

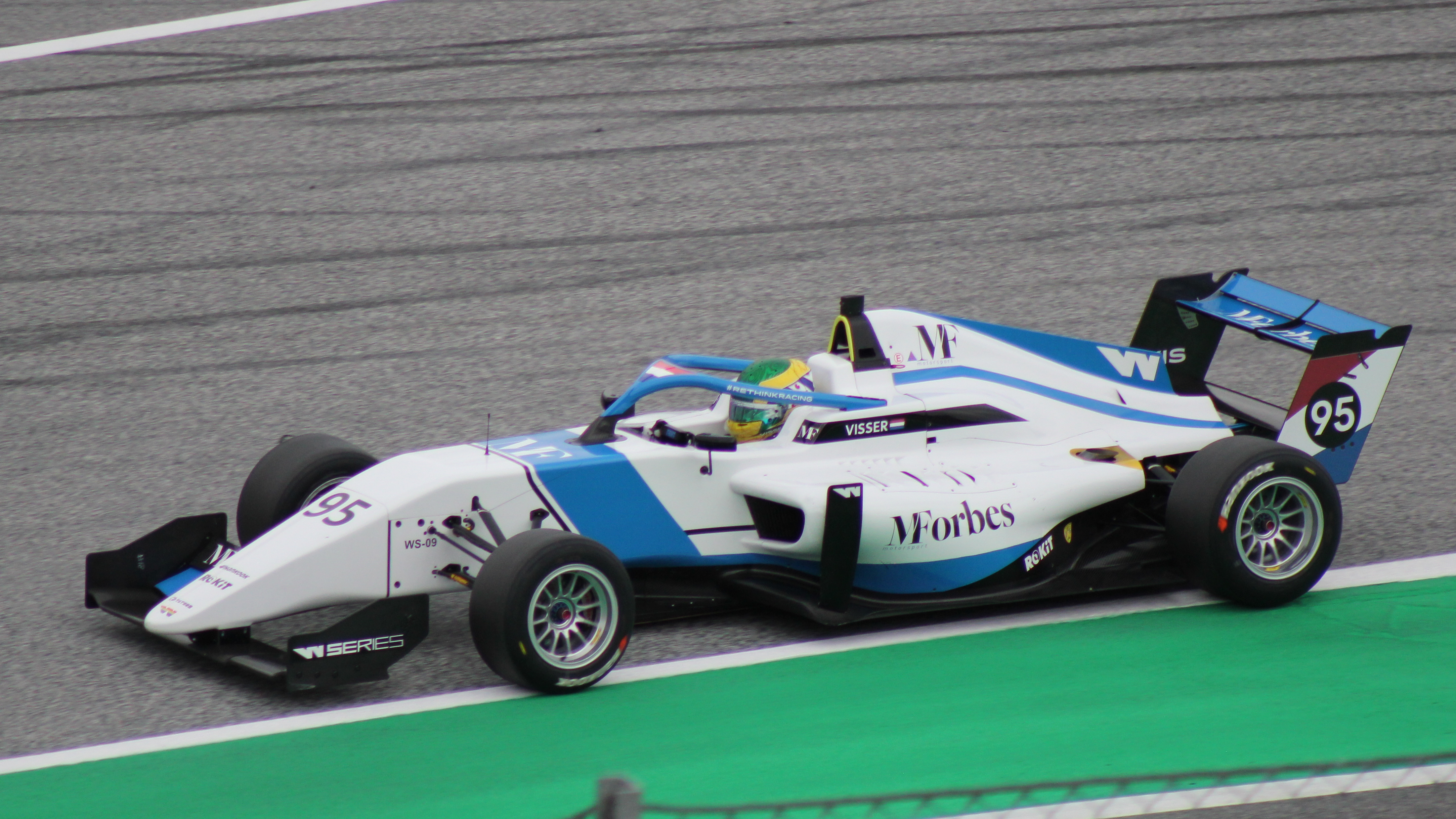
Visser compitiendo en la W Series 2021.

## Carrera

### Inicios
Inició su carrera en ADAC Fórmula Masters. Ganó tres carreras entre 2012 y 2013. Al año siguiente dio el salto a la Fórmula Renault 3.5 Series, donde se mantuvo tres años sin subir al podio. También corrió cuatro carreras en GP3 en esos años. En 2017 y 2018 compitió solamente en campeonatos de GT.

### W Series
En 2019, Visser fue aceptada para participar de la temporada inaugural de W Series. En las seis rondas disputadas, la piloto logró una victoria, dos segundos lugares, y un tercero, colocándose así en la segunda posición del campeonato de pilotos, por debajo de Jamie Chadwick.

### International GT Open
La piloto participó en una ronda de la temporada 2019 de la International GT Open con un automóvil BMW M6 GT3 de la escudería Šenkýř Motorsport.

### Le Mans
En 2020 debutó en la European Le Mans Series como forma de preparación para correr las 24 Horas de Le Mans. Compartió vehículo con Tatiana Calderón y Sophia Flörsch, dentro del equipo Richard Mille (Signature).

## Resumen de carrera
| Temporada | Categoría                                          | Equipo                     | Carreras | Victorias | Poles | VR | Podios | Puntos | Pos. |
| --------- | -------------------------------------------------- | -------------------------- | -------- | --------- | ----- | -- | ------ | ------ | ---- |
| 2012      | ADAC Fórmula Masters                               | Lotus                      | 17       | 2         | 1     | 0  | 2      | 109    | 8.ª  |
| 2013      | ADAC Fórmula Masters                               | Lotus                      | 24       | 1         | 0     | 0  | 2      | 117    | 8.ª  |
| 2014      | Fórmula Renault 3.5 Series                         | AVF                        | 17       | 0         | 0     | 0  | 0      | 11     | 21.ª |
| 2014      | GP3 Series                                         | Hilmer Motorsport          | 2        | 0         | 0     | 0  | 0      | 0      | 27.ª |
| 2015      | Fórmula Renault 3.5 Series                         | AVF                        | 17       | 0         | 0     | 0  | 0      | 3      | 23.ª |
| 2015      | GP3 Series                                         | Trident                    | 2        | 0         | 0     | 0  | 0      | 0      | 28.ª |
| 2016      | Fórmula V8 3.5 Series                              | Teo Martín Motorsport      | 18       | 0         | 0     | 0  | 0      | 50     | 13.ª |
| 2017      | GT4 European Series Southern Cup                   | MOMO-Megatron Team Partrax | 2        | 1         | 0     | 0  | 1      | 0      | NC†  |
| 2018      | GT4 European Series                                | RN Vision STS              | 12       | 2         | 0     | 0  | 3      | 100    | 6.ª  |
| 2018      | Copa Francesa de GT4                               | 3Y Technology              | 2        | 0         | 0     | 0  | 0      | 0      | NC†  |
| 2018      | 24 Horas de Nürburgring - SP8T                     | AMR Performance Centre     | 1        | 0         | 0     | 0  | 0      | N/A    | 6.ª  |
| 2019      | W Series                                           | —                          | 6        | 1         | 0     | 2  | 4      | 100    | 2.ª  |
| 2019      | International GT Open - GT3 PRO                    | Šenkýř Motorsport          | 6        | 0         | 0     | 0  | 1      | 33     | 11.ª |
| 2020      | European Le Mans Series - LMP2                     | Richard Mille Racing Team  | 4        | 0         | 0     | 0  | 0      | 10     | 19.ª |
| 2020      | 24 Horas de Le Mans - LMP2                         | Richard Mille Racing Team  | 1        | 0         | 0     | 0  | 0      | N/A    | 9.ª  |
| 2021      | W Series                                           | M. Forbes Motorsport       | 8        | 0         | 0     | 0  | 0      | 38     | 8.ª  |
| 2021      | Campeonato Mundial de Resistencia de la FIA - LMP2 | Richard Mille Racing Team  | 5        | 0         | 0     | 0  | 0      | 27     | 14.ª |
| 2021      | 24 Horas de Le Mans - LMP2                         | Richard Mille Racing Team  | 1        | 0         | 0     | 0  | 0      | N/A    | DNF  |
| 2022      | W Series                                           | Sirin Racing               | 7        | 1         | 1     | 0  | 3      | 93     | 2.ª  |
| 2023      | Prototype Cup Germany                              | BHK Motorsport             | 4        | 0         | 0     | 0  | 0      | 10     | 25.ª |
| 2023      | Ultimate Cup Series - Proto P3                     | BHK Motorsport             | 1        | 0         | 0     | 0  | 0      | 2      | 36.ª |
| 2023      | 24 Horas de Nürburgring - SP8T                     | Giti Tire Motorsport       | 1        | 0         | 1     | 1  | 1      | N/A    | 2.ª  |
| 2024      | Nürburgring Langstrecken-Serie - SP8T              | Giti Tire Motorsport       |          |           |       |    |        |        |      |
| Fuente:   |                                                    |                            |          |           |       |    |        |        |      |

- † - Al participar Visser como piloto invitada, no fue apta para puntuar.

## Resultados

### GP3 Series
(Clave) (negrita indica pole position) (cursiva indica vuelta rápida puntuable)

| Año  | Escudería         | 1   | 1   | 2   | 2   | 3   | 3   | 4   | 4   | 5   | 5   | 6   | 6   | 7   | 7   | 8   | 8   | 9   | 9   | Pos. | Puntos | Ref.   |
| ---- | ----------------- | --- | --- | --- | --- | --- | --- | --- | --- | --- | --- | --- | --- | --- | --- | --- | --- | --- | --- | ---- | ------ | ------ |
| 2014 | Hilmer Motorsport | BAR | BAR | SPI | SPI | SIL | SIL | HOC | HOC | BUD | BUD | SPA | SPA | MNZ | MNZ | SOC | SOC | YMC | YMC | 27.ª | 0      | [ 10 ] |
| 2014 | Hilmer Motorsport | 19  | 15  |     |     |     |     |     |     |     |     |     |     |     |     |     |     |     |     | 27.ª | 0      | [ 10 ] |
| 2015 | Trident           | BAR | BAR | SPI | SPI | SIL | SIL | BUD | BUD | SPA | SPA | MNZ | MNZ | SOC | SOC | SAK | SAK | YMC | YMC | 28.ª | 0      | [ 11 ] |
| 2015 | Trident           |     |     |     |     |     |     |     |     | Ret | 15  |     |     |     |     |     |     |     |     | 28.ª | 0      | [ 11 ] |

### W Series
(Clave) (negrita indica pole position) (cursiva indica vuelta rápida)

| Año  | 1   | 2   | 3   | 4   | 5   | 6   | Pos. | Puntos | Ref.  |
| ---- | --- | --- | --- | --- | --- | --- | ---- | ------ | ----- |
| 2019 | HOC | ZOL | MIS | NOR | ASS | BRH | 2.ª  | 100    | [ 7 ] |
| 2019 | 4   | 1   | 2   | 2   | 4   | 3   | 2.ª  | 100    | [ 7 ] |

### 24 Horas de Le Mans
| Año  | Equipo                    | Copilotos                       | Automóvil       | Clase | Vueltas | Pos. | Pos. Clase | Ref. |
| ---- | ------------------------- | ------------------------------- | --------------- | ----- | ------- | ---- | ---------- | ---- |
| 2020 | Richard Mille Racing Team | Tatiana Calderón Sophia Flörsch | Oreca 07-Gibson | LMP2  | 364     | 13.ª | 9.ª        |      |
| 2021 | Richard Mille Racing Team | Tatiana Calderón Sophia Flörsch | Oreca 07-Gibson | LMP2  | 74      | DNF  | DNF        |      |